# Александар Карљукевич
Александар Николајевич Карљукевич (блр. Алесь Мікалаевіч Карлюкевіч; рођен 1964. године) је белоруски књижевник, новинар, књижевни критичар, фолклориста, Министар информисања Републике Белорусије (2017–2020). Главни је уредник новина Звезда и директор Издавачке куће Звезда.

## Биографија
Рођен је 6. јануара 1964. године у селу Затитова Слобода у Пуховицком рејону Минске области у Белорусији. По професији је ратни новинар и радио је у редакцијама ратних новина. После војне службе 1995. године био је дописник, уредник више рубрика државних новина, главни уредник новина Црвена смена, Књижевност и уметност, Звезда, а потом и директор издавачких кућа Књижевност и уметност и Звезда. Од 2017-2020. године био је на фукнцији Министра информисања Републике Белорусије. Од 1998. године је члан Удружења књижевника Белорусије. Такође је члан удружења књижевника у Таџикистану, Азербејџану и Јерменији. Од 2018. године је члан белоруског Удружења уметника.
Од 20. јуна 2020. године налази се на позицији уредника новина Звезда и директора Издавачке куће Звезда.

## Књижевни рад
Изучава белоруско-туркменске, белоруско-таџикистанске и белоруско-казахстанске књижевне везе, којима је посветио и посебне књиге. О присутности белоруске књижевности у Кини, Пољској, Пакистану, Великој Британији и другим земљама света, писао је у бројним издањима.
Своја дела објављује од 1976. године. Први чланак Подвизи мојих земљака је објављен у часопису Бјарозка. Прва књига Повратак у... Белорусију изашла је на светлост дана 1994. године. Карљукевич се занима локалном књижевношћу и историјом, уметничким преводом, пише приче и бајке за децу. Аутор је више од 70 књига, штампаних у Белорусији, Русији, Таџикистану, Туркменистану, Јерменији, Азербејџану, Србији, Црној Гори, Литванијии Украјини. Бави се и књижевним превођењем.

## Стваралаштво
Карљукевич пише на руском и белоруском језику, аутор је и приређивач бројних књига. Његова дела су превођена на десетине језика света.
- Повратак... Белорусији (Возвращение к... Беларуси) (1994)
- Иза Титовке је - Слобода (За Титовкою - Слобода)(1997)
- Књижевна карта Пуховичког округа (Літаратурная карта Пухаўшчыны) (1998)
- Ишчекивање Отаџбине (Ожидание Отечества) (1998)
- Даљи и ближи рођаци (Далёкія і блізкія суродзічы) (1999)
- Игуменска бележница (Ігуменскі блакнот) (2000)
- И само вековечни крај (І векавечны толькі край) (2000)
- Од земље, која је родила или надахњује (Ад зямлі, якая нарадзіла ці натхняе) (2001)
- Прошлост моја оживљава (Былое маё ажывае) (2002)
- Затитова Слобода (Зацітава Слабада) (2007)
- Плаветнило (Блонь) (2007; у коауторству са Б. Зубковским)
- Траговима Игуманије (Тропинками Игуменщины) (2008)
- И маштама ћу слободу дати (И мечтам волю дам) (2011)
- Странице науке о отаџбини (Старонкі радзімазнаўства: Мясціны. Асобы: краязнаўчыя нарысы, Мн.: Звязда, (2013)[4]
- Шушкалове авантуре (Прыгоды Шубуршуна) (2013)
- Мудри Шушкало (Мудры Шубуршун) (2014)
- Извор господара Јелских (Крыніца паноў Ельскіх) (2016)
- Лекције пријатељства – белоруска књижевност у свету (Урокі сяброўства. Беларуская літаратура ў свеце) (2017)
- Неравнодушно читање – сусрети, познанства, открића (Неравнодушное чтение: встречи, знакомства, открытия) (2018)
- Адреса руске књижевности у Белорусији. Адреса белоруске књижевности у Русији (Адрес русской литературы в Беларуси. Адрес белорусской литературы в России) (2018)
- Приче из Отаџбине (Рассказы об Отечестве) (2019)[5]
- Игуменски округ - Путовање по родном крају (Ігуменскі павет (Падарожжа па родным краі). — Мн., Беларусь, (2020)
- Пуховска земља. Књижевно гнездо Белорусије (Пуховщина. Литературное гнездо Беларуси. — Минск, (2020)
- Каракумско сунце: странице белоруско-туркменских књижевних веза (Каракумскае сонца: старонкi беларуска-туркменскiх лiтаратурных сувязей (Минск, 2021).

## Награде
- Награда часописа Младост за најбољу књигу године (1994)
- Републичка књижевна награда Златни Купидон (2009)
- Награда Председника Републике Белорусије За духовно уздизање (2007)
- Књижевна награда Валентина Пикуља (Руска федерација, 2011)
- Минска обласна књижевна награда Пављука Труса (2007, 2014)
- Награда Пријатељства Независних Држава Звезда Пријатељства (2014)
- Награда Лава Толстоја (2018)
- Књижевна награда Прохоровско поље (рус. Прохоровское поле) (Русија, 2019)
- Медаља Франциска Скарине (Република Белорусија, 2021)
- Национална књижевна награда (Република Белорусија, 2021).

## Дела А. Карљукевича у Србији
У издању КИЗ Центра у Београду 2018. године у Белорусији је објављен Карљукевичев роман за децу Шушкало и његови пријатељи у преводу са белоруског језика. Годину дана касније 2019. изашао је и други Карљукевичев роман за децу и омладину у издању Удружења поетских стваралаца у Београду под називом Извор господара Јелских. Трећа књига (збирка прича из историје за све израсте) је изашла у издању Издавачке куће АЛМА у Београду 2020/2021 - Приче из Белорусије , преведена са руског језика. Све три књиге је превела Дајана Лазаревић.